# 王振鵬 (足球運動員)
王振鵬（Wang Zhenpeng，1984年5月5日—），生於中國遼寧大連，香港足球運動員，司職守門員，現時效力香港超級聯賽球隊傑志。

## 球會生涯

### 傑志
王振鹏生於遼寧大連，於2005年由大連實德轉效傑志並身穿26號球衣，當年有位中超教練找他踢球，他叫王振鹏領了香港身份證後再入選香港隊，到時以香港隊門將身份北上比較有級數，會較容易獲得出場機會（只是後來中國足協修例，香港門將都當外援）。
王振鵬於2006年轉穿身1號球衣，2007年12月23日，王振鵬於高級組銀牌決賽两度嚴重犯錯，被東方前鋒洛迪高射入得以在下半場梅開二度，令球隊失落銀牌冠軍，自此王振鵬水準大跌又受傷患困擾，一度失去正選位置。2008年3月24日的聯賽盃決賽，王振鵬禁區勾跌南華前鋒史高斯，但依然同球證爭論，最後被紅牌驅逐離場，離場時被南華球迷笑稱「傻仔」。2008年7月，傑志有國援宋濤及前東方及四海門神盧斯奧加盟，王振鵬失去正選位置。2009年7月，宋濤及盧斯奧離隊，但加入了西班牙外援奧利，而奧利下半季表現失準，造就王振鵬重奪正選。2012年2月12日，香港甲組足球聯賽榜首大戰，傑志門將王振鵬犯錯將天水圍飛馬前鋒卡里祖的傳中球擋入自己龍門，導致傑志失去香港甲組足球聯賽榜首位置。2013年4月14日的香港甲組聯賽榜首大戰，傑志門將王振鵬出拳打南華後衛文彼得，最後被紅牌驅逐離場。2014年9月30日，亞協盃四強次回合，傑志門將王振鵬犯錯被伊拉克球會阿比爾後衛艾廸耶亞射入罰球，間接導致傑志於亞協盃四強止步，無緣晉級成為第一支打入亞協盃決賽的香港球會。

#### 漸趨進步
2014年12月，自從傑志聘請曾於拉科魯尼亞任教的西班牙籍守門員教練羅拔圖加盟後，王振鵬在傑志的表現突飛猛進，獲球迷大讚神勇表現。2017年1月15日，高級組銀牌決賽，王振鵬在同一項賽事又對返東方龍獅，最終他於最後階段一次神救，擋出基奧雲尼的射門，協助傑志以2–1擊敗東方龍獅，相隔十年後首次贏得高級組銀牌冠軍，表現更獲球迷大讚。2017年1月25日，於香港大球場上演的亞冠盃外圍賽第2圈，由傑志迎戰越南勁旅河內FC，加時戰至124分鐘，王振鵬犯錯未能解除威脅令皮球入網成2–2，雖然傑志最終以3–2絕殺越南勁旅河內FC，歷史性殺入亞冠盃外圍賽附加賽圈，但王振鵬表現就飽受球迷批評，而賽後他在個人的Facebook撰文「今天夢遊了.....」2017年1月28日，於香港大球場上演的NIKE丁酉賀歲盃，由傑志迎戰泰國勁旅蒙通聯，也是王振鵬加盟球隊11年以來首次戴上隊長臂章，最終傑志法定時間與蒙通聯踢成1–1，要以互射12碼分勝負，兩隊頭四輪都順利射入，最後一輪由隊長王振鵬撲出對手王牌球員鄧達射門贏5–4，以總比數6–5擊敗對手，躋身年初四的決賽，將與奧克蘭城爭冠軍。最終傑志以0–1不敵奧克蘭城，無緣賀歲盃冠軍。2017年4月4日，傑志官方宣佈王振鵬已經於各項大小賽事中為球隊上陣共249次，若王振鵬於下仗傑志主場對港會期間上陣，將會是他第250次代表傑志作賽。2017年4月7日，傑志在旺角大球場迎戰港會，賽前傑志會長伍健親自向今場達成250次上陣里程碑的王振鵬及其家人頒發獎座，他即以廣東話向會長伍健、教練團、隊友及球迷致謝，最後傑志以10–0勝出創出港超聯最大勝仗紀錄，而賽後王振鵬則希望將來能為傑志上陣達到300場。王振鵬協助傑志再次贏得三冠王，又於2016/17賽季只失8球，不過如此成績都不能在香港足球明星選舉拿得個人獎項，球圈中人不少都為他抱不平。
2021年6月，傑志第二次出戰亞冠盃分組賽，對手包括廣州隊、泰港及大阪櫻花。傑志最終在小組以6戰11分排第2，因淨球數差只能於分組賽止步。王振鵬因季尾受傷而缺席。

#### 退居後備
2024年7月，傑志簽入英格蘭外援守門員泰利，王振鵬退居球隊後備。

## 國際賽生涯
2016年6月3日，王振鹏於在緬甸舉行的AYA銀行盃2016第一次代表香港參加國際A級賽事，正選上陣的他為香港隊在法定時間以2–2賽和越南，但王振鹏在比賽未段傷出，最終香港在互射12碼階段以3–4不敵越南，只能角逐季軍戰。2016年6月6日，香港作客緬甸的緬甸AYA銀行盃2016季軍戰，雖然王振鹏踢足全場，但最終香港以0–3落敗，包尾列第4而回。

## 家庭生活
王振鵬女兒（Ava）出生第一年是寄住在大連，由婆婆和媽媽照顧的，由於王振鵬認為女兒需要在完整的家庭和健康的環境成長下，直到第二年女兒一歲時與媽媽來港生活，也在港就讀幼稚園，無奈地女兒很討厭足球，每次入球場一是睡覺、一是央求媽媽帶她離場。2017年1月，王振鵬接受訪問時透露現在已完全適應香港生活，包括飲食習慣，放假回大連反而有點不適應，而且祖家已沒有甚麼朋友，將來退役後會留港生活。。王振鵬一口「大連腔廣東話」來港多年仍未改變，因為以前王振鵬跟劉全昆（前傑志球員）一起住，他懂廣東話又懂大連話，可以幫王振鵬說，加上他自己也沒好好學，而且又不看TVB，導致常常記不住或記錯發音。傑志的前拉科魯尼亞守門員教練羅拔圖曾指王振鵬身高1米88，反應又快擁有亞洲少有的一流門將體格，過去表現不穩可能與亞洲訓練模式傾向體能為主，忽略了接波和企位等訓練。

## 國際賽事紀錄
- 僅列出國際A級比賽

| # | 時間           | 地點                    | 對手       | 比數             | 入球 | 失球 | 賽事性質      |
| - | -------------- | ----------------------- | ---------- | ---------------- | ---- | ---- | ------------- |
| 1 | 2016年6月3日   | 緬甸 吉諦瑜杜烏拿體育場 | 越南       | 2–2 (十二碼 3–4) | 0    | –2   | AYA銀行盃2016 |
| 2 | 2016年6月5日   | 緬甸 吉諦瑜杜烏拿體育場 | 緬甸       | 0–3              | 0    | –3   | AYA銀行盃2016 |
| 3 | 2017年3月23日  | 約旦 安曼國際體育場     | 约旦       | 0–4              | 0    | –4   | 國際友誼賽    |
| 4 | 2017年8月31日  | 新加坡 惹蘭勿剎體育場   | 新加坡     | 1–1              | 0    | –1   | 國際友誼賽    |
| 5 | 2018年10月16日 | 印尼 格羅拉蓬卡諾運動場 | 印度尼西亞 | 1–1              | 0    | –0   | 國際友誼賽    |

## 榮譽
傑志
- 香港超級聯賽冠軍（2014–15、2016–17、2017–18、2019–20、2020–21、2022–23季度）
- 香港甲組足球聯賽冠軍（2010–11、2011–12、2013–14季度）
- 香港聯賽盃冠軍（2011–2012、2014–15季度）
- 香港足總盃冠軍（2011–12、2012–13、2014–15、2016–17、2017–18季度、2018–19季度）
- 香港菁英盃冠軍（2017–18、2019–20季度）
- 香港高級組銀牌冠軍（2016–2017、2018–19、2022–23、2023–24季度）
- 香港慈善盾冠軍（2009年）
- 香港社區盃冠軍（2017、2018年）

## 外部連結
- 香港足球總會網頁球員資料 （页面存档备份，存于）